# Machaeranthera wigginsii
Machaeranthera wigginsii là một loài thực vật có hoa trong họ Cúc. Loài này được (S.F.Blake) R.L.Hartm. mô tả khoa học đầu tiên năm 1990.